# Conor McPherson
Conor McPherson (* 6. August 1971 in Dublin) ist ein irischer Dramatiker, Drehbuchautor und Regisseur. Er hat in Dublin Philosophie studiert und gehört zur jungen irischen Autoren-Szene. Während die Galionsfiguren dieser Autorenszene, Sarah Kane (Gier) oder Mark Ravenhill (Shoppen & Ficken), absolute Loser und Grenzlinien-Figuren auf die Bühne stellen, sind McPhersons Charaktere eher Taugenichtse, die sich „durchwurschteln“, die sich einerseits gegen Trott und Langeweile auflehnen und andererseits arrangieren.

## Leben
Conor McPherson ist Mitbegründer der Dubliner Theatergruppe „The Fly by Night Theatre Co.“, die neue Stücke uraufführt. Sein erstes Stück, Rum und Wodka, inszenierte McPherson 1992 am University College Dublin. Sein Stück Salzwasser (Original-Titel The Lime Tree Bower) hatte er zunächst vergeblich an verschiedene irische Theater eingereicht; dann brachte er es selbst  beim Fringe des Dublin Festivals heraus. 1996 übernahm das Londoner Bush Theatre Salzwasser mit großem Erfolg in sein Repertoire und stellte McPherson im selben Jahr als „Writer in Residence“ ein. Das Wehr brachte ihm 1997 den Durchbruch am Royal Court Theatre in London und machte ihn über die Grenzen Irlands und Großbritanniens hinaus bekannt; die umjubelte deutsche Erstaufführung am Staatstheater Stuttgart im Mai 1998 sorgte dort dann für viel Aufmerksamkeit. Immerhin liefen auf deutschen Bühnen in einer einzigen Spielzeit bis zu acht seiner Stücke. 2003 führte er bei der Filmkomödie The Actors Regie. Als Drehbuchautor war auch an Artemis Fowl (2020) beteiligt.

## Auszeichnungen
McPherson wurde mehrfach ausgezeichnet. Sein Stück Salzwasser hat er selbst verfilmt. Dafür wurde er bei den Berliner Festspielen 2000 mit dem CICAE Award für den besten Film ausgezeichnet. Im Jahr 2006 wurde er für Shining City für den Tony Award nominiert. Der „London Telegraph“ nannte ihn auf Grund dieses Stücks „the finest dramatist of his generation...“. 2009 folgte mit The Eclipse sei bislang letzter Film als Regisseur.

## Theaterstücke
- This Lime Tree Bower (dt.: Salzwasser)
- Port Authority (dt.: Männerseelen)
- Rum & Vodka (dt.: Rum und Wodka)
- A Light in the Window of Industry
- Come on Over
- Dublin Carol (dt.: Weihnachten in Dublin), dt. von Peter Torberg, Felix Bloch Erben, Berlin, 2000.
- Inventing Fortune’s Wheel
- Radio Play
- Shining City (dt.: Shining City), dt. von Peter Torberg, Felix Bloch Erben, Berlin 2004.
- St. Nicholas
- The Good Thief
- The Stars Lose Their Glory
- The Weir (dt.: Das Wehr), dt. von Peter Torberg, Felix Bloch Erben, Berlin, 1998.
- The Seafarer (dt.: Der Seefahrer), dt. von Peter Torberg, Felix Bloch Erben, Berlin, 2008.
- The Veil (dt.: Der Schleier), dt. von Peter Torberg, Felix Bloch Erben, Berlin, 2012.
- "The Birds" (dt.: Die Vögel), dt. von Peter Torberg, Felix Bloch Erben, Berlin, 2012.